# Diocesi di Auchi
La diocesi di Auchi (in latino Dioecesis Auchiana) è una sede della Chiesa cattolica in Nigeria suffraganea dell'arcidiocesi di Benin City. Nel 2022 contava 123.057 battezzati su 1.206.257 abitanti. È retta dal vescovo Gabriel Ghiakhomo Dunia.

## Territorio
La diocesi comprende sei Local Government Areas dello stato nigeriano di Edo: Etsako West, Etsako Central, Etsako East, Owan West, Owan East e Akoko-Edo.
Sede vescovile è la città di Auchi, dove si trova la cattedrale dell'Immacolata Concezione.
Il territorio si estende su 6.116 km² ed è suddiviso in 61 parrocchie.

## Storia
La diocesi è stata eretta il 6 novembre 2002 con la bolla Omnium fidelium di papa Giovanni Paolo II, ricavandone il territorio dall'arcidiocesi di Benin City.

## Cronotassi dei vescovi
Si omettono i periodi di sede vacante non superiori ai 2 anni o non storicamente accertati.
- Gabriel Ghiakhomo Dunia, dal 6 novembre 2002

## Statistiche
La diocesi nel 2022 su una popolazione di 1.206.257 persone contava 123.057 battezzati, corrispondenti al 10,2% del totale.
| anno | popolazione | popolazione | popolazione | presbiteri | presbiteri | presbiteri | presbiteri                | diaconi | religiosi | religiosi | parrocchie |
| anno | battezzati  | totale      | %           | numero     | secolari   | regolari   | battezzati per presbitero | diaconi | uomini    | donne     | parrocchie |
| ---- | ----------- | ----------- | ----------- | ---------- | ---------- | ---------- | ------------------------- | ------- | --------- | --------- | ---------- |
| 2002 | 63.480      | 723.905     | 8,8         | 39         | 37         | 2          | 1.627                     |         | 2         | 23        | 14         |
| 2003 | 64.000      | 800.000     | 8,0         | 36         | 34         | 2          | 1.777                     |         | 2         | 19        | 16         |
| 2004 | 65.000      | 800.200     | 8,1         | 32         | 30         | 2          | 2.031                     |         | 2         | 31        | 16         |
| 2006 | 67.000      | 807.000     | 8,3         | 31         | 29         | 2          | 2.161                     |         | 2         | 33        | 17         |
| 2012 | 100.403     | 890.000     | 11,3        | 56         | 53         | 3          | 1.792                     |         | 5         | 32        | 36         |
| 2015 | 110.889     | 998.505     | 11,1        | 68         | 66         | 2          | 1.630                     |         | 44        | 54        | 43         |
| 2018 | 118.300     | 1.035.285   | 11,4        | 88         | 86         | 2          | 1.344                     |         | 15        | 71        | 51         |
| 2020 | 120.800     | 1.203.000   | 10,0        | 94         | 92         | 2          | 1.285                     |         | 22        | 93        | 56         |
| 2022 | 123.057     | 1.206.257   | 10,2        | 87         | 85         | 2          | 1.414                     |         | 24        | 111       | 61         |